# 2-エチルヘキサノール
2-エチルヘキサノール（2-Ethylhexanol;略号: 2-EH）は高級アルコールの一種で、さまざまな化成品の製造に利用される分枝した8つの炭素から構成される化学物質である。2-EHは透明な液体で、水にほとんど溶解せず、ほとんどの有機溶媒に溶解する。
2-EHからそのままエステルに誘導体化されてさまざまに利用されている。2-EHの主な用途はジエステル体である可塑剤の「フタル酸ビス(2-エチルヘキシル)」（DOP,DEHP）である。また、高級アルコールであることからエモリエント成分（皮膚軟化剤）としても利用され、たとえば日焼け止めのエモリエント成分として配合されている。また、低揮発性の溶媒としても広く利用されている。
2-EHは60°C以上では可燃性を示し、その上、海洋汚染や目や呼吸器への刺激性を有する。2-EHを吸入すると吐き気や頭痛を引き起こし、摂取すると下痢や嘔吐を引き起こす。長期間にわたり2-EHに接触する皮膚は脱脂されることがある。

## 製法
プロピレンをヒドロホルミル化してブチルアルデヒドとし、それをアルドール反応後水素化する。
ヒドロホルミル化は、オキソガス（H2/CO=1の混合ガス）を使用するため、当該製法により得られるアルコール類をオキソアルコールと総称することがある。